# Уиллис, Эдвин О’Нил
Эдвин О’Нил Уиллис (18 января 1935, Расселвилл, Алабама — 11 апреля 2015, Риу-Клару, Сан-Паулу) — американский орнитолог. Доктор наук (с 1964, диссертация The Behavior of Bicolored Antbirds была опубликована в виде монографии).

## Биография
Родился в Алабаме, вырос на ферме.
С ранних лет заинтересовался птицами. Первая орнитологическая статья Уиллиса увидела свет, когда автору было 14 лет. Получил степень в Луизианском университете. С 1982 года получил должность и преподавал в Бразилии.
За свою карьеру опубликовал около 300 статей и книг. С 2005 года на пенсии. Скончался в Сан-Паулу.
Бразильские орнитологи назвали в честь Уиллиса новый род птиц Willisornis.